# Бжезінкі (гміна Вренчиця-Велька)
Бжезінкі (пол. Brzezinki) — село в Польщі, у гміні Вренчиця-Велька Клобуцького повіту Сілезького воєводства.
Населення — 106 осіб (2011).
У 1975-1998 роках село належало до Ченстоховського воєводства.

## Демографія
Демографічна структура станом на 31 березня 2011 року:
|          | Загалом | Допрацездатний вік | Працездатний вік | Постпрацездатний вік |
| -------- | ------- | ------------------ | ---------------- | -------------------- |
| Чоловіки | 48      | 9                  | 31               | 8                    |
| Жінки    | 58      | 14                 | 30               | 14                   |
| Разом    | 106     | 23                 | 61               | 22                   |